# Araneus concepcion
Araneus concepcion Levi, 1991 è un ragno appartenente alla famiglia Araneidae.

## Distribuzione
L'olotipo femminile e due paratipi femminili sono stati rinvenuti in una località del Cile centrale: nei pressi di Bosque de Ramuntcho, nella provincia di Concepción.

## Tassonomia
Non sono stati esaminati esemplari di questa specie dal 1991
Attualmente, a dicembre 2013, non sono note sottospecie